# Мееріська сільська рада
Ме́еріська сільська рада (ест. Meeri külanõukogu, рос. Меэриский сельский совет) — сільська рада в Естонській РСР, адміністративно-територіальна одиниця в складі повіту Тартумаа (1945—1950) та Елваського району (1950—1954).

## Історія
13 вересня 1945 року на території волості Нио в Тартуському повіті утворена Мееріська сільська рада з центром у поселенні Меері. Головою сільської ради обраний Карл Няппінг (Karl Näpping), секретарем — Ельза Трей (Elsa Trei).
26 вересня 1950 року, після скасування в Естонській РСР повітового та волосного поділу, сільська рада ввійшла до складу новоутвореного Елваського сільського району.
17 червня 1954 року в процесі укрупнення сільських рад Естонської РСР Мееріська сільська рада ліквідована. Її територія склала західну частину Ниоської сільської ради.